# Santiago Olivera

Wappen von Santiago Olivera

Santiago Olivera (* 7. Januar 1959 in Buenos Aires, Argentinien) ist ein argentinischer Geistlicher und Militärbischof des Argentinischen Militärordinariats.

## Leben
Santiago Olivera empfing am 18. September 1984 das Sakrament der Priesterweihe für das Bistum Morón.
Am 24. Juni 2008 ernannte ihn Papst Benedikt XVI. zum Bischof von Cruz del Eje. Der emeritierte Bischof von Morón, Justo Oscar Laguna, spendete ihm am 18. August desselben Jahres die Bischofsweihe; Mitkonsekratoren waren der Bischof von Morón, Luis Guillermo Eichhorn, und der emeritierte Bischof von Cruz del Eje, Omar Félix Colomé.
Papst Franziskus ernannte ihn am 28. März 2017 zum Militärbischof von Argentinien. Die Amtseinführung fand am 30. Juni desselben Jahres statt.